# Patriarche d'Alexandrie
Ne doit pas être confondu avec Liste des évêques d'Alexandrie (Italie).
Le titre de patriarche d'Alexandrie est traditionnellement porté par l'évêque d'Alexandrie (en Égypte). L'Église d'Alexandrie est l'une des plus anciennes de la Chrétienté.

## Présentation
Aujourd'hui, trois chefs d'Église, dont une catholique, portent le titre de patriarche d'Alexandrie.
Les patriarches d'Alexandrie actuellement en fonction sont :
- Théodore II, pape et patriarche d'Alexandrie et de toute l'Afrique. Il est le chef de l'Église orthodoxe d'Alexandrie et réside à Alexandrie.
- Théodore II, pape d'Alexandrie et patriarche de la Prédication de Saint Marc et de toute l'Afrique. Il est le chef de l'Église copte orthodoxe et réside à Alexandrie.
- Ibrahim Isaac Sidrak, patriarche d'Alexandrie et de toute l'Afrique des Coptes. Il est le chef de l'Église catholique copte et réside au Caire.

En outre, le primat de l'Église grecque-catholique melkite, résidant à Damas en Syrie, porte le titre de Patriarche d'Antioche et de tout l'Orient, d'Alexandrie et de Jérusalem des Melkites.
Enfin, jusqu'en 1964, date sa suppression, il a également existé un patriarche latin d'Alexandrie instauré en 1341[réf. nécessaire].